# Понсе, Карлос
Карлос Понсе (исп. Carlos Ponce, род. 4 сентября 1972 года) ― пуэрто-риканский актер, певец, композитор и телеведущий.

## Юность
Понсе родился в Сантурсе, Пуэрто-Рико. Его родители, Карлос Понсе-старший и Эстер Фрейр, эмигрировали с Кубы после Кубинской революции. После его рождения семья переехала в Умакао. В детстве он активно участвовал в школьных спектаклях, а дома часто устраивал для семьи шоу и пел песни. Он начал сниматься в телевизионной рекламе в возрасте шести лет. Понсе учился в средней школе в Умакао и был членом школьного драматического кружка.
В 1986 году семья Понсе переехала в Майами, штат Флорида. Карлос продолжал участвовать в школьных постановках в средней школе Южного Майами. Он был назван лучшим студентом-актером южного региона Соединённых Штатов.
В 1990 году он участвовал в Юго-Восточной театральной конференции. В результате выиграл стипендию и поступил в консерваторию Школы искусств Нового Света. Однако испаноязычная телевизионная станция Univision предложила Понсе возможность провести шоу под названием "Хабландо" (Говорящий). Это был его первый серьёзный телевизионный дебют, после чего он бросил учёбу в университете.

## Карьера
После того, как шоу подошло к концу, Понсе отправился в Мексику навестить друга. Находясь там, он посетил телевизионную станцию Televisa. Талантливый директор станции встретился с Понсе и предложил ему роль в мыльной опере «Гуадалупе» с Аделой Норьегой и Эдуардо Яньесом в главных ролях, затем снялся в другой мыльной опере «Чужие чувства» в главной роли и исполнил песню для заставки. Понсе получил премию Откровение актера 1997 года от журнала Eres и был назван Лучшим актером журналом TV y Novelas (оба являются мексиканскими изданиями).
В перерывах между съёмками Понс вернулся в Майами и Univision наняла его в качестве ведущего нового шоу «Контроль». Он вел шоу в течение трех лет и получил премию ACE Award.
В 2003 году Понсе присоединился к Entertainment Tonight в качестве корреспондента. Работал ведущим различных шоу и конкурсов. В 2007 году он снялся в теленовелле «Угости меня шоколадом» вместе с Генезисом Родригесом и Карлой Монроиг. Понсе также снялся в сериале «Проклятая любовь» в 2010 году. В 2012 году Понсе начал проводить конкурс хитового пуэрто-риканского пения для детей на телевидении Wapa под названием Idol Kids Puerto Rico. В 2013 году Понсе сыграл роль Умберто Кано в сериале «Святой дьявол».
Он начал активно сниматься также в американском кино и известен ролями в таких фильмах, как: «Поцелуй на удачу», «Формула любви для узников брака», «Шпион» и «Мужчина по вызову 2». На телевидении он играл Феликса Гонсалеса в «Кристеле», Макса Дюрана в «Голливудских высотах», а также озвучивал Сантьяго Сантоса в «Майе и Мигеле».
В сентябре 2020 года Карлос сыграл роль отца главного героя, Рэя Молины в сериале «Джули и призраки».

## Личная жизнь
Понсе был женат на своей школьной возлюбленной, фотографе Веронике Рубио. Они проживали в Майами, штат Флорида, со своими четырьмя детьми, Джанкарло (1999 г. р.), Себастьяном (2001 г.р.) и близнецами Саванной и Сиенной (2002 г. р.). В 2010 году пара развелась. С 2010 по 2016 год он состоял в отношениях с колумбийской актрисой Хименой Дуке. С 2018 года он состоит в отношениях с мексиканской телеведущей Кариной Банда. Они поженились в декабре 2020 года.